# Chamaepus
Chamaepus é um género botânico pertencente à família Asteraceae.
O género possui uma única espécie, Chamaepus afghanicus Wagenitz.
O género foi descrito por Gerhard Wagenitz e publicado em Flora Iranica: Flora des Iranischen Hochlandes und der Umrahmenden Gebirge : Persien, Afghanistan, Teile von West-Pakistan, Nord-Iraq, (cont) 145: 12. 1980.